# Shahraplakan
Shahraplakan, dans les sources grecques Sarablangas (Σαραβλαγγᾶς), est un général perse sassanide qui participa à la guerre perso-byzantine de 602-628. Il est également marzban d’Arménie de 619 à 624.

## Biographie
Sébéos le mentionne comme marzban d’Arménie de 619 à 624,,.
En 624, le shah perse Khosro II (r. 590-628) lui confie, selon Théophane le Confesseur, le commandement de sa « nouvelle armée », composée de régiments de Khosroēgetai et Perozitai. À l'aide de cette armée, Shahraplakan a pour mission de contrer l'empereur byzantin Héraclius (r. 610-641) qui après avoir envahi la Persarménie, passe l'hiver dans l'Albanie du Caucase,. Il réussit à reconquérir de nombreuses villes et repousse les Byzantins dans le Syunik. Il cherche alors à capturer les principaux cols pour empêcher Héraclius de se diriger vers le sud, dans le nord-ouest de la Perse (Atropatène). Héraclius, cependant, réussit à éviter l'encerclement. Shahraplakan le suit, mais n'engage pas le combat, espérant rejoindre l'armée d'un autre général perse, Schahr-Barâz. Malgré les sorties d'Héraclius pour l'en empêcher, les deux armées arrivent finalement à se rejoindre. Encouragés par les témoignages de déserteurs byzantins, les deux généraux perses décident de ne pas attendre l'arrivée d'une troisième armée dirigée par leur rival Shahin et attaquent Héraclius. Cette bataille est une défaite pour les Perses sassanides,,.
Une source rapporte que Shahraplakan serait tué lors de cette bataille (« frappé dans son dos par une épée »), mais il ré-apparait plus tard. En 627, il est envoyé, avec une force d'environ 1 000 hommes d'élites, libérer la ville de Tiflis assiégée par les Byzantins et leurs alliés « khazars » (en réalité probablement des Köktürks). Leur arrivée renforce la garnison, mais la ville finit par tomber (probablement vers la fin 628),,. Alors que le siège s'éternise, à la mi-septembre 627, Héraclius laisse aux Turcs le soin de continuer le siège, tandis qu'avec son armée et un important contingent turc il se dirige au sud vers la Perse. Shahraplakan, avec son armée nettement plus petite, ne peut rien faire pour empêcher l'avancée de l'empereur byzantin.